# Маннерс (лунный кратер)
Кратер Маннерс (лат. Manners) — небольшой ударный кратер в западной части Моря Спокойствия на видимой стороне Луны. Название присвоено в честь британского астронома Рассела Мэннерса (1800—1870) и утверждено Международным астрономическим союзом в 1935 г.

## Описание кратера

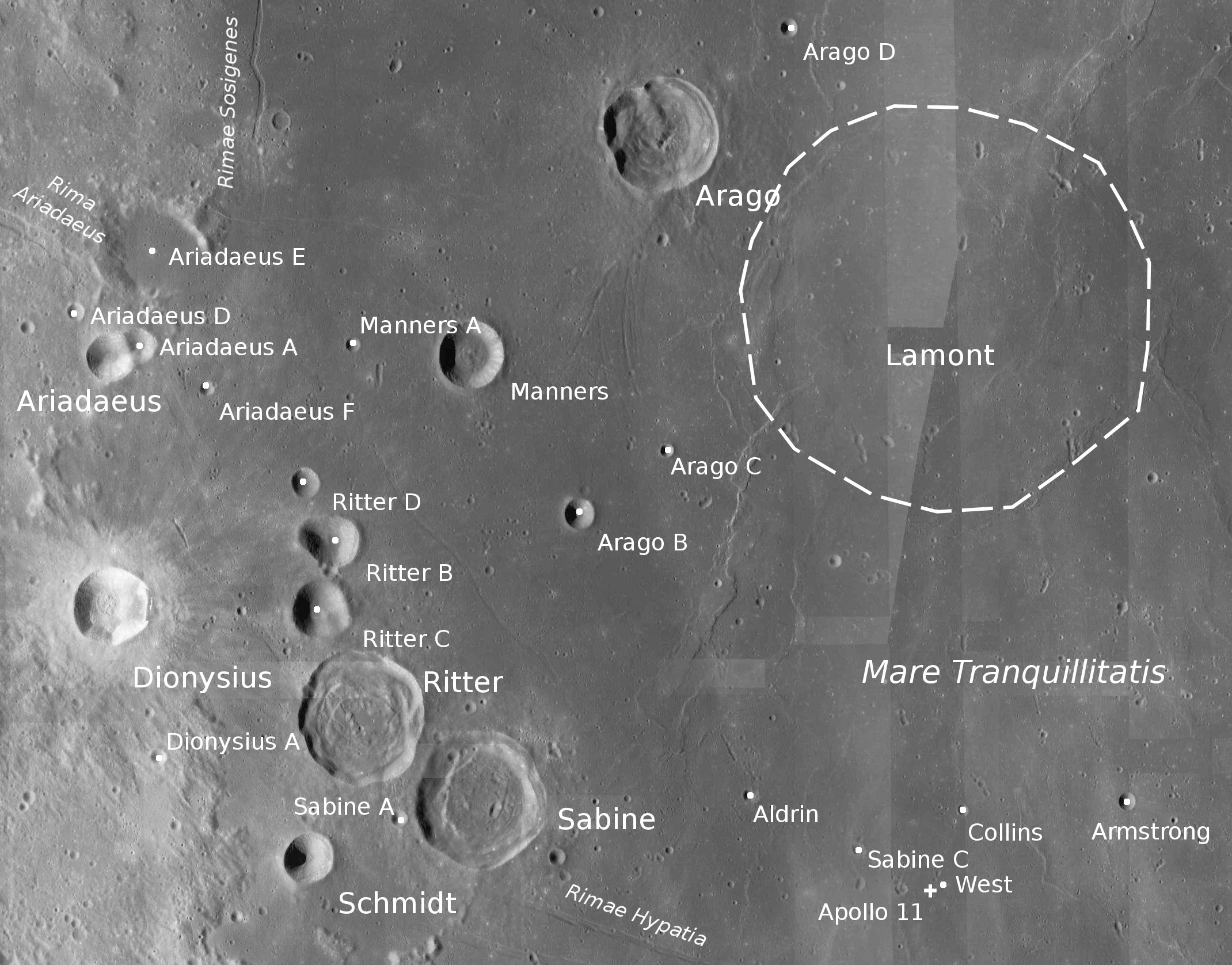
Окрестности кратера Маннерс. Снимок зонда Lunar Reconnaissance Orbiter.

Ближайшими соседями кратера являются кратер Аридей на западе; кратер Араго на северо-востоке; кратер Ламонт на востоке; кратеры Риттер и Сабин на юге и кратер Дионисий на юго-западе. На западе от кратера Маннерс находится борозда Аридея; на севере-северо-западе борозды Созигена; на юго-западе борозды Риттера. Селенографические координаты центра кратера 4°34′ с. ш. 19°59′ в. д. / 4,57° с. ш. 19,99° в. д., диаметр 15,1 км, глубина 1720 м.
Кратер Маннерс имеет циркулярную форму и практически не разрушен. Вал с четко очерченной острой кромкой и гладким внутренним склоном с радиальными полосами, имеет высокое альбедо. Высота вала над окружающей местностью достигает 560 м. Дно чаши ровное, в центре чаши расположен массив центральных холмов.
В кратере зарегистрированы температурные аномалии во время затмений. Объясняется это его небольшим возрастом вследствие чего скалы не успели покрыться реголитом, оказывающим термоизолирующее действие.

## Сателлитные кратеры

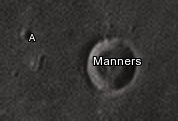
Снимок Девида Кемпбелла.

| Маннерс | Координаты                                          | Диаметр, км |
| ------- | --------------------------------------------------- | ----------- |
| A       | 4°38′ с. ш. 19°07′ в. д. / 4,64° с. ш. 19,11° в. д. | 3,2         |